# The Departed
The Departed er en amerikansk krimidrama fra 2006, instrueret af Martin Scorsese og skrevet af William Monahan. Det er en genindspilning af den anmelderroste Hongkong-thriller Infernal Affairs fra 2002. Filmens hovedrollere er Leonardo DiCaprio, Matt Damon, Jack Nicholson og Mark Wahlberg – i birollerne ses Martin Sheen, Ray Winstone, Vera Farmiga, Anthony Anderson og Alec Baldwin.
Den har vundet flere priser, herunder fire Oscar-statuetter ved Oscaruddelingen i 2007: bedste film, bedste instruktør (Scorsese), bedste manuskript og bedste klipning. Wahlberg var desuden nomineret for bedste mandlige birolle.
Filmen foregår i Boston og omhandler den irske mafiaboss Francis "Frank" Costello, der får plantet Colin Sullivan som muldvarp i statspolitiet; de to roller i filmen er løst baseret på den berømte gangster Whitey Bulger og den korrupte FBI-agent John Connolly. Samtidig begynder undercover betjenten Billy Costigan at infiltrere Costellos organisation. Det er Billys opgave at vinde Costellos tillid og hjælpe sine foresatte med at fængsle Costello. Imens har specialdetektiv Colin Sullivan vundet alles tillid. Ingen ved, at han er Costellos muldvarp i politiet.

## Medvirkende
- Leonardo DiCaprio – Billy Costigan
- Matt Damon – Colin Sullivan
- Jack Nicholson – Frank Costello
- Alec Baldwin – Ellerby
- Mark Wahlberg – Dignam
- Martin Sheen – Queenan
- James Badge Dale – Barrigan
- Ray Winstone – Mr. French
- Vera Farmiga – Madolyn
- Kevin Corrigan – Sean
- Anthony Anderson – Brown
- Mark Rolston – Delahunt

## Eksterne Henvisninger
- The Departed på Internet Movie Database (engelsk)
- The Departed på Filmdatabasen
- The Departed på Scope
- The Departed i Svensk Filmdatabas (svensk)
- The Departed på AlloCiné (fransk)
- The Departed på MovieMeter (nederlandsk)
- The Departed på AllMovie (engelsk)
- The Departed hos American Film Institute (engelsk)
- The Departeds profil hos Encyclopædia Britannica Online (engelsk)
- The Departed på Turner Classic Movies (engelsk)